# Rachel Portman
Rachel Mary Berkeley Portman, OBE (* 11. Dezember 1960 in Haslemere, England) ist eine britische Komponistin. Sie konnte als erste Frau, die nicht Teil eines Komponisten-Teams war, den Oscar für die beste Filmmusik gewinnen.

## Leben
Schon in ihrer frühen Kindheit spielte Rachel Portman verschiedene Instrumente. Im Alter von 13 Jahren begann sie zu komponieren.
Sie absolvierte am Worcester College an der Universität von Oxford den Abschluss in Klassischer Musik, Komposition und Orchestration. Dort schrieb sie auch 1982 für den erfolgreichen Studentenfilm Privileged mit dem jungen Hugh Grant in der Hauptrolle ihre erste Filmmusik. Nach ihrem Studium arbeitete sie vor allem in der Fernsehspiele-Abteilung des BBC Channel 4.
1988 gewann sie den Young Composer Of The Year-Award vom britischen Filminstitut. 1991 wurde sie von der British Academy of Film and Television Arts in der Kategorie Best Score für den Fernseh-Dreiteiler Orangen sind nicht die einzige Frucht nominiert. 1992 gelang ihr der Durchbruch in Hollywood mit dem Film  Die Herbstzeitlosen von Beeban Kidron. 1997 bekam sie als erste Frau den Oscar für die beste Filmmusik in dem Film Emma. Seitdem bekam sie schon zwei weitere Oscar-Nominierungen. Aber Portman komponiert nicht nur Filmmusik. Am 31. Mai 2003 wurde in Houston ihre Oper nach dem Buch Der kleine Prinz von Antoine de Saint-Exupéry uraufgeführt.
Portman bevorzugt mechanische Musikinstrumente wie das Klavier und verzichtet nahezu vollständig auf digitale oder elektronische Instrumente wie z. B. Synthesizer.
Portman ist seit 1995 mit dem Filmproduzenten Uberto Pasolini verheiratet und hat drei Kinder (Anna, Giulia und Niky).

## Filmografie
- 1982: Privileged
- 1984: Verletzte Gefühle (Reflections)
- 1986: Sara, die kleine Prinzessin (A Little Princess)
- 1987: 90 Degrees South
- 1990: Life is Sweet
- 1991: Engel und Narren (Where Angels Fear to Tread)
- 1991: Antonia and Jane
- 1992: Rebecca’s Töchter (Rebecca’s Daughters)
- 1992: Die Herbstzeitlosen (Used People)
- 1993: Ethan Frome
- 1993: Benny & Joon (Benny & Joon)
- 1993: Töchter des Himmels (The Joy Luck Club)
- 1993: Eine Freundschaft (Friends)
- 1993: Wunderbare Augenblicke der Luftfahrt (Great Moments in Aviation)
- 1994: Krieg der Knöpfe (War of the Buttons)
- 1994: Verführung der Sirenen (Sirens)
- 1994: Nur für Dich (Only You)
- 1994: Willkommen in Wellville (The Road to Wellville)
- 1995: Brennende Liebe (A Pyromaniac’s Love Story)
- 1995: Smoke
- 1995: To Wong Foo, thanks for Everything, Julie Newmar (To Wong Foo Thanks for Everything, Julie Newmar)
- 1995: Palookaville
- 1996: Die Legende von Pinocchio (The Adventures of Pinocchio)
- 1996: Emma
- 1996: Marvins Töchter (Marvin’s Room)
- 1997: In Sachen Liebe (Addicted to Love)
- 1997: Die Schöne und das Biest – Weihnachtszauber (Beauty and the Beast: The Enchanted Christmas)
- 1998: Verliebt in Sally (Home Fries)
- 1998: Menschenkind (Beloved)
- 1999: Ganz normal verliebt (The Other Sister)
- 1999: Ratcatcher
- 1999: Gottes Werk und Teufels Beitrag (The Cider House Rules)
- 2000: Fang die Braut (The Closer You Get)
- 2000: Die Legende von Bagger Vance (The Legend of Bagger Vance)
- 2000: Chocolat – Ein kleiner Biss genügt (Chocolat)
- 2001: The Emperor’s New Clothes
- 2002: Das Tribunal (Hart’s War)
- 2002: The Truth About Charlie
- 2002: Nicholas Nickleby
- 2003: Der menschliche Makel (The Human Stain)
- 2003: Mona Lisas Lächeln (Mona Lisa Smile)
- 2003: The Little Prince. Oper nach der Erzählung Saint-Exypérys, Libretto von Nicholas Wright. BBC Television
- 2004: Der Manchurian Kandidat (The Manchurian Candidate)
- 2005: Winn Dixie – Mein zotteliger Freund (Because of Winn-Dixie)
- 2005: Oliver Twist (Oliver Twist)
- 2006: Das Haus am See (The Lake House)
- 2006: Kaltes Blut – Auf den Spuren von Truman Capote (Infamous)
- 2008: Eine für 4 – Unterwegs in Sachen Liebe (The Sisterhood of the Traveling Pants 2)
- 2008: Die Herzogin (The Duchess)
- 2009: Die exzentrischen Cousinen der First Lady (Grey Gardens) (Fernsehfilm)
- 2010: Alles, was wir geben mussten (Never Let Me Go)
- 2011: Zwei an einem Tag (One Day)
- 2011: Der Seidenfächer (Snow Flower and the Secret Fan)
- 2012: Für immer Liebe (The Vow)
- 2012: Bel Ami
- 2012: Private Peaceful
- 2013: Paradise
- 2013: Mr. May und das Flüstern der Ewigkeit (Still Life)
- 2013: Dido Elizabeth Belle (Belle)
- 2013: The Right Kind of Wrong
- 2015: Bessie (Fernsehfilm)
- 2016: Zeit für Legenden (Race)
- 2016: Ihre beste Stunde – Drehbuch einer Heldin (Their Finest)
- 2016: Falling Snow – Zwischen Liebe und Verrat (Despite the Falling Snow)
- 2017: Bailey – Ein Freund fürs Leben (A Dog’s Purpose)
- 2020: Die gute Fee (Godmothered)
- 2024: We Were the Lucky Ones
- 2024: The Return

## Auszeichnungen
- Oscar für die beste Musik
  - 1997: Gewonnen für Jane Austens Emma
  - 2000: Nominierung für Gottes Werk und Teufels Beitrag
  - 2001: Nominierung für Chocolat – Ein kleiner Biss genügt
- Golden Globe für die Musik
  - 2001: Nominierung für Chocolat – Ein kleiner Biss genügt
- 2012: Look & Listen Telepool BR Music Award
- 2015: Emmy für Bessie[1]
- 2018: Deutscher Filmmusikpreis – Ehrenpreis international[2]
- 2022: Zurich Film Festival – Career Achievement Award[3]
- 2023: Emmy für Julia[4]